# مقترحات أنان الستة
مقترحات أنان الستة أو خطة أنان هو إتفاق بين سوريا والمبعوث المشترك للأمم المتحدة والجامعة العربية إلى سوريا كوفي أنان، في رسالة وجهها إلى مجلس الأمن في 16 مارس/آذار 2012, مؤلفة من ست نقاط تدعو إلى وقف إطلاق النار وإجراء حوار سياسي. النقاط الستة هي:
1- تلتزم سوريا بالعمل مع المبعوث أنان في عملية سياسية شاملة تقودها سوريا للاستجابة للتطلعات المشروعة ومخاوف الشعب السوري.
2- تلتزم سوريا بوقف القتال, وبالوقف الفوري لتحرك القوات واستخدامها للأسلحة الثقيلة في المناطق السكنية. وعند تطبيق هذه الإجراءات ستعمل سوريا مع أنان لوقف كل أشكال العنف تحت إشراف الأمم المتحدة. وسيبحث أنان تعهدات مشابهة من قبل المعارضة لوقف القتال.
3- تقبل سوريا وتطبق هدنة إنسانية من ساعتين يوميا لإيصال المساعدات وإجلاء الجرحى.
4- تتعهد سوريا بتكثيف وتيرة الإفراج عن المعتقلين بصورة تعسفية وتقديم قائمة بأسماء الأماكن التي احتجزوا فيها.
5- تتعهد سوريا بضمان حرية تحرك الصحفيين بأرجاء البلاد وعدم الاستنسابية في منح سمات الدخول لهم.
6- تتعهد سوريا باحترام حرية التجمعات والتظاهر السلمي المكفول قانونا.